# Ateleopus purpureus
Ateleopus purpureus is een  straalvinnige vissensoort uit de familie van diepzeekwabben (Ateleopodidae). De wetenschappelijke naam van de soort is voor het eerst geldig gepubliceerd in 1915 door Tanaka.